# 미타가와정
미타가와정(일본어: 三田川町)은 일본 사가현 동부에 있던 정이다. 2006년 3월 1일, 인접했던 히가시세후리촌과 합병해 요시노가리정이 되었다
야요이 시대의 대표적인 유적지 중 하나로 유명한 요시노가리 유적을 보유하고 있었다.

## 지리
사가현 동부의 쓰쿠시 평야(사가 평야) 내륙에 위치하며, 전체적으로 평지가 많지만 마을 북쪽에 낮은 언덕이 있다.

## 역사
1986년 마을 서쪽 요시노가리 구릉의 공장단지 예정지에서 야요이 시대 고분군 유적이 발견되어 요시노가리 유적이라 불리게 되었다. 이 요시노가리 유적은 일부 언론에 의해 대대적으로 보도되어 야요이 시대에 대한 역사관을 바꾸어 놓았다.
- 1889년 4월 1일 - 정촌제 시행에 의해 간자키군 다테촌, 요시다촌, 마메다촌, 하코가와촌이 합병해 미타가와촌이 성립하였다.
- 1965년 4월 1일 - 정으로 승격해 미타가와정이 되었다.
- 2006년 3월 1일 - 히가시세후리촌과 합병해, 요시노가리정이 성립하였다, 동일 미타가와정은 폐지되었다.

## 교통

### 철도
- 규슈 여객철도 사세보 선

### 도로
- 나가사키 자동차도
- 국도 34호선
- 국도 498호선